# Ментални развој
Ментални развој је обухвата све промене које се дешавају у менталном функционисању од оживљавања фетуса до смрти јединке. Ментални развој највећим делом зависи од природног зрења, али и од учења које је условљено факторима окружења као и свим осталим сложеним факторима који прате општи, а тиме и ментални развој појединца.